# Хітроу-Термінали 2, 3 (станція метро)

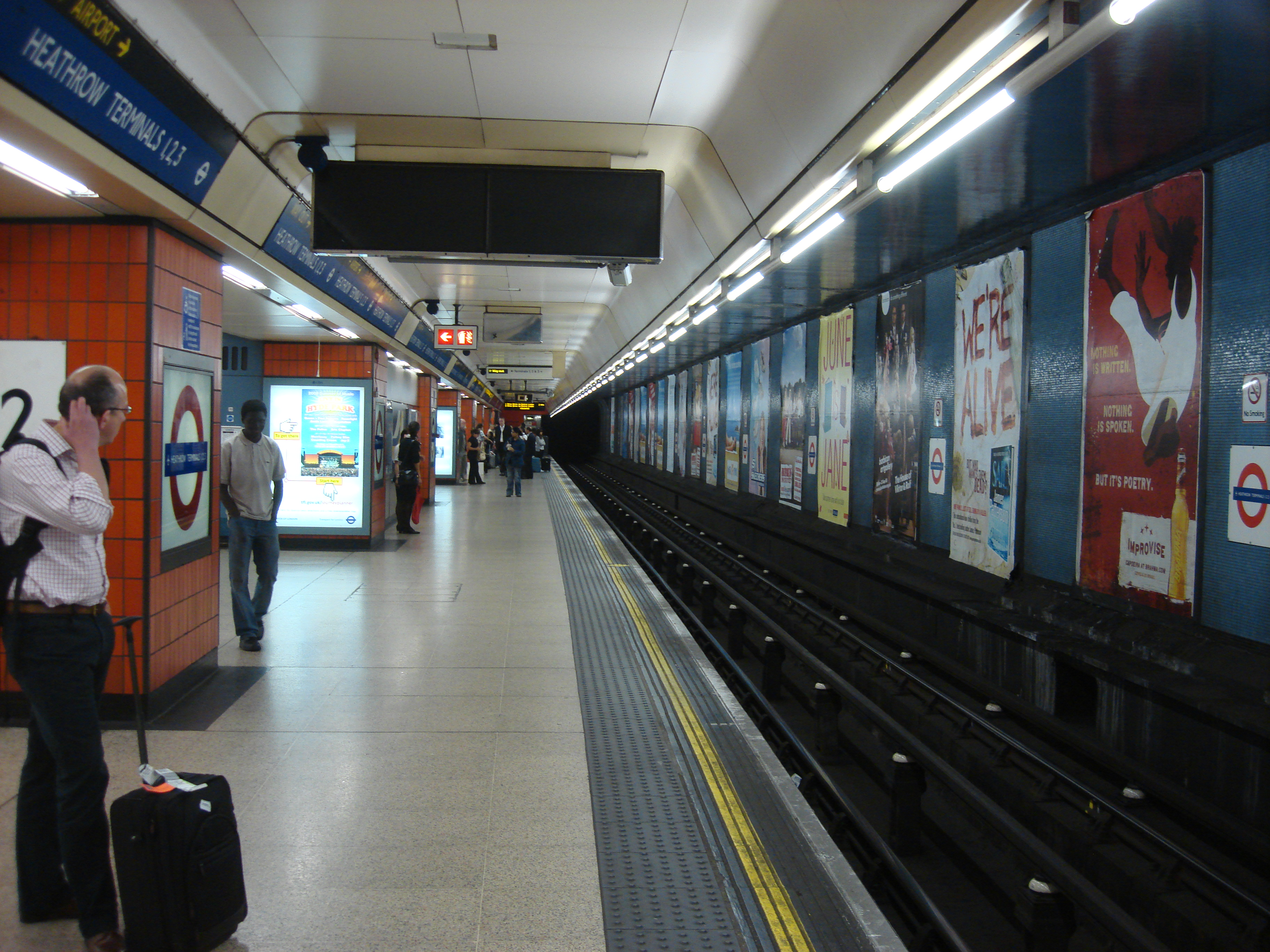
Платформа

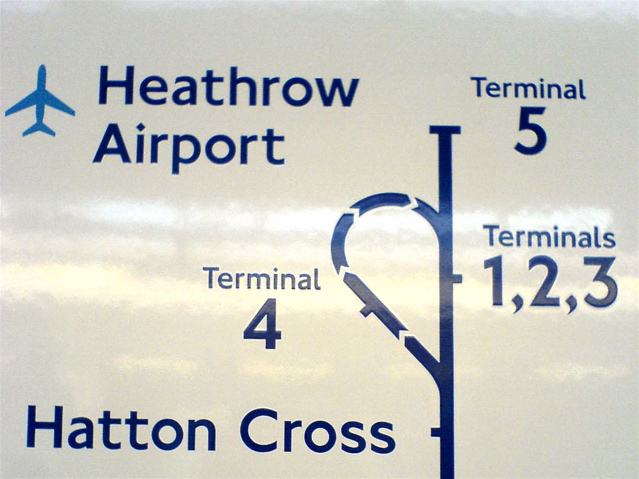
Петля колійного розвитку метро в Аеропорту Хітроу

51°28′16″ пн. ш. 0°27′09″ зх. д. / 51.471111° пн. ш. 0.4525° зх. д.
Хітроу-Термінали 2, 3 (англ. Heathrow Terminals 2 & 3 tube station) — станція лінії Пікаділлі Лондонського метрополітену в аеропорту Хітроу. Станція мала назву Хітроу-Термінали 1, 2, 3 до січня 2016 року, коли станція була перейменована, щоб підкреслити закриття Терміналу 1 аеропорту Хітроу. Станція розташована у тарифній зоні 6.

## Історія
Станцію було відкрито Королевою Єлизаветою II 16 грудня 1977 року. У 1977—1983 мала назву Хітроу-Центральне, тоді назву було змінено 3 вересня 1983 року на Хітроу-Центральне-Термінали 1, 2, 3. Нове перейменування відбулося 12 серпня 1986 року на Хітроу-Термінали 1, 2, 3, в день відкриття станції під терміналом 4. Відтепер всі поїзди прямували одноколійною петлею, яка веде від Хаттон-Кросс через термінал 4 та термінали 1, 2 і 3 назад до Хаттон-Кросс
Трафік тимчасово було припинено з 7 січня 2005 року до 17 вересня 2006 року, через спорудження відгалуження на новий термінал 5. З моменту відкриття станції Хітроу-Термінал 5, 27 березня 2008 року кожен другий поїзд прямує до терміналу 5, а решта прямує петлею.
Термінал 1 аеропорту був закритий 29 червня 2015 року, за для розбудови терміналу 2. Тому 2 січня 2016 року станція була перейменована Хітроу-Термінали 2, 3.

## Виходи та пересадки
Вихід до терміналів 2 та 3 аеропорту Хітроу. 
Пересадки:
- залізничну станцію Хітроу-Центральне, потяги Heathrow Express та Heathrow Connect
- на автобуси оператора London Buses:105, 111, 140, 285, A10, U3 та X26, та нічний маршрут N9.
- Автобуси інших операторів:75, 76, 441, 555, 740, A30, A40, та експрес оператора Green Line Coaches № 724